# Antoksantin
Antoksantini (grško starogrško ἀνθός: ánthos - cvet + starogrško ξανθος: xanthos - rumeno) so vodotopni flavonoidni pigmenti v rastlinah, ki se nahajajo povečini v venčnih listih cvetovov. Pri kislem pH-ju so v splošnem belkaste barve, v bazičnem pa bolj rumene barve. Barva se lahko spremeni tudi v prisotnosti mineralov in kovinskih ionov, podobno kot pri antocianih. Rastline oz. njihovi plodovi, bogate z antoksantini, so čebula, beli krompir, črni koren, zelje, cvetača, repa, pastinak, bela pšenična moka in hruška. Znani predstavnik antoksantinov je kvercetin. Kot vsi flavonoidi imajo antoksantini antioksidativne lastnosti in so pomembni prehrambeni dodatki (aditivi).